# کیاوسوای پاگان
کیاوسوای پاگان (انگلیسی: Kyawswa of Pagan؛ ۲ اوت ۱۲۶۰
Monday, 10th waning of Wagaung 622 ME – ۱۰ مهٔ ۱۲۹۹
sunday, 10th waxing of nayon 661 me) فرمانروای مطلق اهل میانمار بود.